# Tumidusternus fujianensis
Tumidusternus fujianensis – gatunek chrząszcza z rodziny biedronkowatych i podrodziny Coccinellinae. Jedyny z monotypowego rodzaju Tumidusternus. Występuje w południowo-wschodniej części Chin.

## Taksonomia
Gatunek i rodzaj opisane zostały po raz pierwszy w 2015 roku przez Huo Lizhi i Ren Shunxianga na łamach „ZooKeys” w publikacji współautorstwa Li Wenjinga, Chen Xiaoshenga i Wang Xingmina. Jako miejsce typowe autorzy wskazali Xiangxi w powiecie Nanjing na terenie chińskiej prowincji Fujian. Nazwa rodzajowa pochodzi od łacińskich słów tumidus (nabrzmiały) i sternum, odnosząc się do nabrzmiałego przedpiersia tego owada. Epitet gatunkowy wywodzi się od lokalizacji typowej.

## Morfologia
Chrząszcz o podługowato-owalnym, umiarkowanie wysklepionym ciele długości od 2,7 do 2,95 mm i szerokości od 1,25 do 1,3 mm. Ubarwienie ma czarne z rudobrązowymi: głową, przedpiersiem, odnóżami, tylną i bocznymi częściami spodu odwłoka oraz żółtawobrązowymi przednim brzegiem, przednimi kątami i podgięciami przedplecza oraz plamami w wierzchowych ⅓ pokryw. Wierzch ciała ma delikatnie punktowany i pokryty gęstym, srebrzystobiałym owłosieniem. Na spodzie ciała owłosienie jest gęste i srebrzyste.
Głowa jest poprzeczna, zaopatrzona w szeroko wykrojony i częściowo zasłaniający wargę górną nadustek, duże i zaokrąglone oczy złożone oraz bardzo krótkie i zbudowane z dziewięciu członów czułki zwieńczone wrzecionowatymi buławkami, których człon ostatni jest stożkowaty i tak długi jak przedostatni. Szerokie żuwaczki mają rozdwojone szczyty i po spiczastym zębie nasadowym. Głaszczki szczękowe budują trzy człony, z których ostatni jest siekierowaty. Głaszczki wargowe budują dwa człony, z których ostatni jest walcowaty i nieco ku zaokrąglonemu szczytowi zwężony.
Przedplecze jest poprzeczne, o głęboko wykrojonej krawędzi przedniej, łukowatych brzegach bocznych i niemal prostych kątach tylnych i przednich. Kształt tarczki jest prawie trójkątny. Pokrywy mają słabo zaznaczone guzy barkowe i niepełne, stopniowo zwężone epipleury. Skrzydła tylnej pary są dobrze rozwinięte. T-kształtne przedpiersie odznacza się bardzo silnie nabrzmiałą częścią środkową o grubo punktowanej powierzchni. Szeroki wyrostek przedpiersia ma zaokrąglony wierzchołek i żeberka biegnące równolegle, po czym zaburzone na wspomnianej nabrzmiałości. Zapiersie (metawentryt) ma kompletne, pośrodku połączone linie zabiodrowe. Odnóża mają krętarze i uda formujące buławę, pod którą chowają się w pozycji ochronnej spłaszczone golenie i zwieńczone rozdwojonymi pazurkami stopy.
Samiec ma genitalia z płatem środkowym (ang. penis guide) czterokrotnie dłuższym niż szerokim, o bokach najpierw równoległych, a w wierzchołkowej ćwiartce zbieżnych ku zaokrąglonemu szczytowi, trabesem tak długim jak główna część tegmenu, paramerami dwukrotnie dłuższymi od fallobazy i półtora raza dłuższymi od płata środkowego oraz ze smukłym, w nasadowej połowie zakrzywionym i u szczytu spiczastym prąciem. Genitalia samicy mają prawie trójkątne koksyty z gęstymi i krótkimi szczecinkami wierzchołkowymi oraz C-kształtną spermatekę z wyraźnym ramusem i krótkim nodulusem.

## Rozprzestrzenienie
Owad orientalny, endemiczny dla południowo-wschodniej części Chin, znany tylko z prowincji Guangdong i Fujian.